# Близнецовый метод

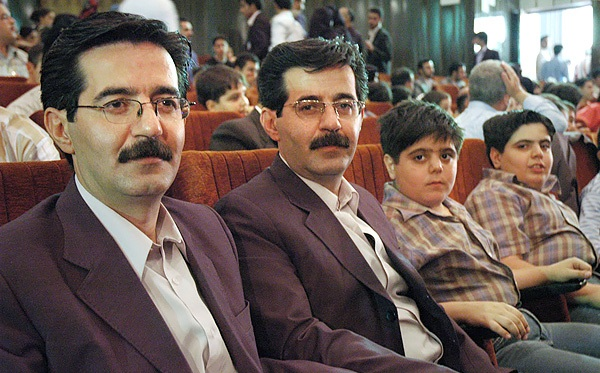
Близнецы на фестивале близнецов

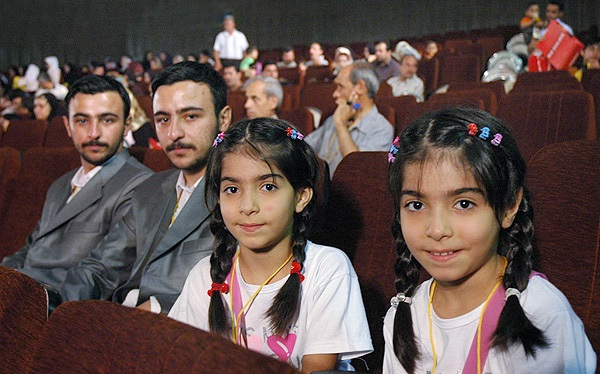
Близнецы на фестивале близнецов

Близнецо́вый ме́тод — один из методов исследования в генетике, который заключается в сопоставлении особенностей членов близнецовой пары, позволяющий определить степень влияния наследственных факторов и среды на формирование качеств человека. Термин впервые был предложен Фрэнсисом Гальтоном.

## Биология близнецовости
В природе у большинства млекопитающих обычно появляется более одного детеныша в помете, так как оплодотворяется сразу несколько яйцеклеток. У человека обычно рождается только один детеныш. Если же оплодотворяется не одна, а две или более яйцеклеток, то на свет появляются гетерозиготные близнецы. По своей генетической конституции гетерозиготные близнецы не отличаются от обычных братьев и сестер, они имеют около 50% общих генов и могут быть разного пола. В некоторых случаях многоплодная беременность происходит при оплодотворении только одной яйцеклетки и приводит к появлению гомозиготных близнецов. Гомозиготные близнецы развиваются из одной зиготы, которая на стадии дробления делится на два (или более) самостоятельных организма. Гомозиготные близнецы всегда одного пола и имеют 100% общих генов, вследствие чего организмы приобретают практически идентичную внешность. Общее количество близнецов во всем мире на 2008 год составило примерно 80 миллионов.

## Концепция близнецового метода
Основы полисимптомного метода сходства были опубликованы Г. Сименсом в 1924 году. Он разработал метод диагностики зиготности и предложил исследовать не только гомозиготные пары, но и гетерозиготные — как контрольные. В классическом варианте близнецовый метод предполагает равенство сред для обеих пар гомозиготных и гетерозиготных близнецов[прояснить] и пренебрегает разницей гомозиготных и гетерозиготных близнецов. 

## Разновидности близнецового метода
1. Классический близнецовый метод — оценивается уровень внутрипарного сходства близнецов.
2. Метод контрольного близнеца — сравнивается влияние воздействия различных факторов среды на одного и того же человека.
3. Лонгитюдное близнецовое исследование.
4. Метод близнецовых семей — изучается влияние материнского эффекта, а также наследственные причины ряда заболеваний.
5. Исследование одиночных близнецов — сопоставляются особенности развития одиночнорожденных детей и близнеца, чей партнер умер при рождении (пленительное развитие).
6. Сопоставление близнецов с неблизнецами.
7. Метод разлучённых близнецов — сравнивается внутрипарное сходство близнецов, разлучённых в раннем возрасте и никогда не встречавшихся после.
8. Метод частично разлучённых близнецов — сравнивается внутрипарное сходство гомозиготных и гетерозиготных близнецов, живущих врозь какое-то время.